# كولورادو روكيز
كولورادو روكيز (بالإنجليزية: Colorado Rockies)‏ هو نادي هوكي الجليد أمريكي تأسس في 1976 ، يقع مقره الرئيسي في كولورادو.